# Jacob Corsino
Jacob Carsono o Jacob Corsino va ser un astrònom de la península Ibèrica (té una obra datada a Sevilla) del segle xiv. El rei Pere IV d'Aragó li va encarregar traduir del català a l'hebreu les taules astronòmiques conegudes amb el nom de Taules de Pere el Cerimoniós, que havia iniciat en Pere Gilbert i va finalitzar, Dalmau Sesplanes. Al voltant de 1376, Corsino va escriure un tractat en àrab sobre l'astrolabi, traduït a l'hebreu a Barcelona el 1378.